# 霍姆纳巴德
霍姆纳巴德（Homnabad），是印度卡纳塔克邦Bidar县的一个城镇。总人口36511（2001年）。

## 人口
该地2001年总人口36511人，其中男性18947人，女性17564人；0—6岁人口5687人，其中男2946人，女2741人；识字率63.71%，其中男性为71.49%，女性为55.31%。